# Marigot (Haiti)
Marigot (em crioulo, Marigo), é uma comuna do Haiti, situada no departamento do Sudeste e no arrondissement de Jacmel. De acordo com o censo de 2003, sua população total é de 50.734 habitantes.